# Primo pittore di corte

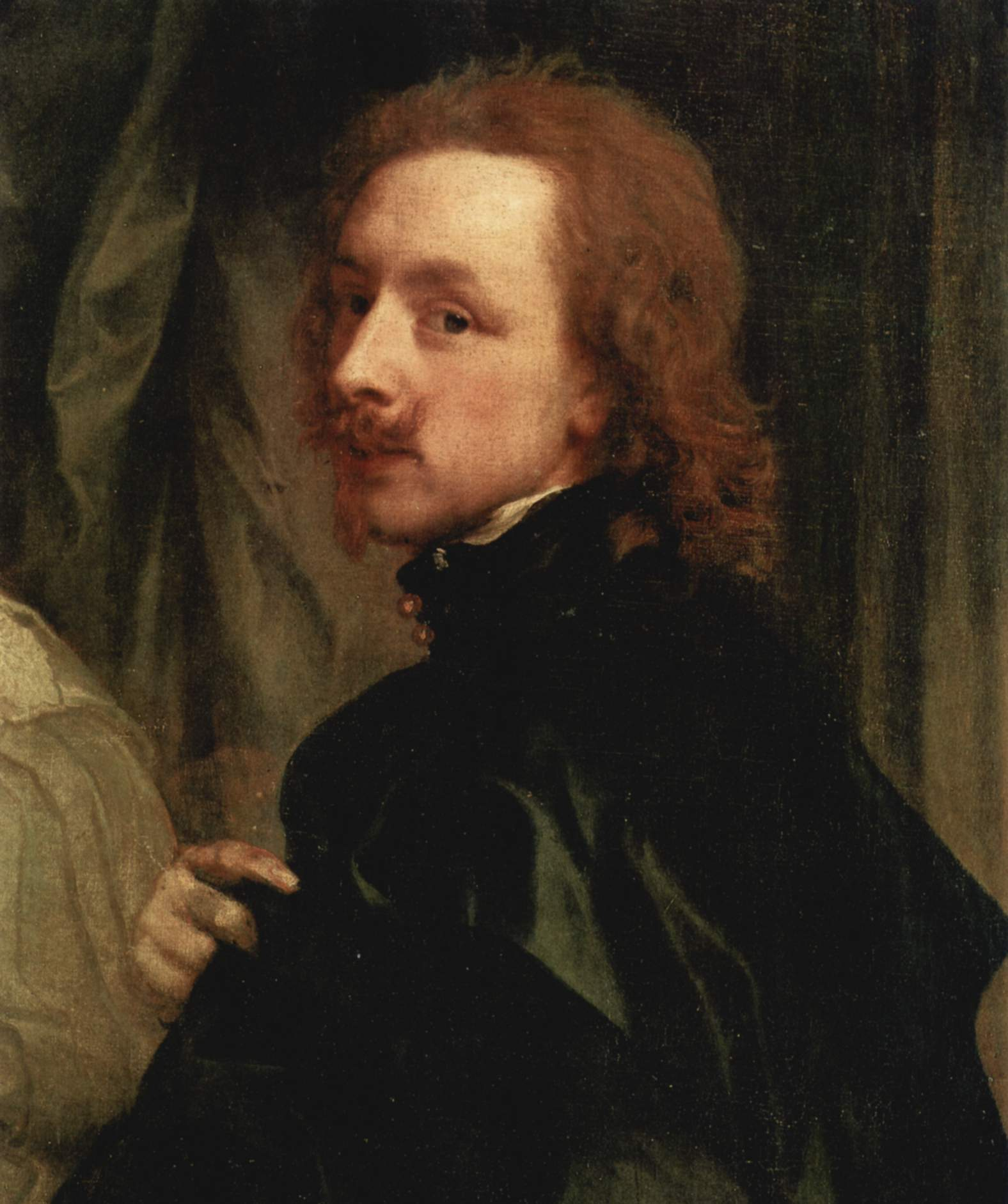
Autoritratto di van Dyck, particolare del dipinto Autoritratto con Sir Endymion Porter.

Il titolo di primo pittore di corte inglese (Principal Painter in Ordinary) del re o della regina fu conferito a numerosi artisti, quasi tutti principalmente ritrattisti. Il titolo era differente da quello di Serjeant Painter e a quello di King's Painter, titoli conferiti per la prima volta durante l'epoca Tudor. Altri artisti, come Nicholas Hilliard, che realizzò numerosi ritratti della regina Elisabetta I, avevano incarichi simili a quelli di primo pittore, anche se non possedevano il titolo, che fu conferito per la prima volta dal Carlo I Stuart, mecenate e protettore di artisti, al fiammingo Antoon van Dyck nel 1632.
Segue un elenco di tutti i primi pittori di corte dei re e delle regine d'Inghilterra e Gran Bretagna, dal Seicento al Novecento, secolo nel quale si esaurì l'incarico.
- Antoon van Dyck (1599–1641), nato ad Anversa, fu primo pittore alla corte di Carlo I Stuart.
- Peter Lely (1618-1680), olandese, fu il successore di van Dyck e lavorò per Carlo II Stuart.
- Godfrey Kneller (1646-1723), tedesco, lavorò per gli Stuart e poi per Giorgio I.
- William Kent (1685-1748), specializzato nella decorazione di palazzi.
- John Shackleton (1714-1767) fu primo pittore alla corte di Giorgio II prima e Giorgio III poi.
- Allan Ramsay (1713-1784), scozzese, fu primo pittore alla corte di Giorgio III.
- Joshua Reynolds (1723–1792) fu primo pittore alla corte di Giorgio III.
- Thomas Lawrence (1760–1830) fu primo pittore alla corte di Giorgio IV.
- David Wilkie (1785–1841), scozzese, fu primo pittore alla corte di Giorgio IV e della regina Vittoria.
- George Hayter (1792-1871) fu primo pittore alla corte della regina Vittoria.
- James Sant (1820-1916) fu l'ultimo primo pittore di corte. Lavorò per la regina Vittoria.

| Controllo di autorità | Europeana agent/base/24971 |